# Manuel Rubio Ausset
Manuel Rubio Ausset; (Curicó, 14 de febrero de 1879 - 3 de mayo de 1945). Comerciante y político chileno.
Fue educado en el Liceo de Hombres de Rancagua y en el Instituto Pedagógico de la Universidad de Chile, donde se tituló en 1901 como profesor de Historia y Geografía.
Militante del Partido Liberal Democrático, llegó a ser dirigente de la colectividad hasta 1900, trasladándose a la capital donde ejerció su profesión y se dedicó a actividades políticas. 
Fue Regidor de Rancagua en 1910, candidato a Alcalde en 1915 y elegido definitivamente Edil de la Municipalidad de Rancagua (1920-1922 y 1922-1925). Durante su administración se creó la Diócesis de Santa Cruz de Rancagua. En el plano comercial fomentó el desarrollo de la comuna a través de la creación de la Cámara de Comercio de Rancagua.
Ingresó en 1925 al Partido Liberal Unido, y fue candidato a Diputado por Rancagua en las elecciones de 1925, sin embargo fue derrotado. No volvió después de esto a participar en elecciones, pero se mantuvo siempre ligado al Partido Liberal.

## Historial electoral
- Elecciones municipales de Chile de 1918